# Lézard Rouge
| Ein Wagen des Lézard Rouge                                                 |                     |          |          |
| Streckenverlauf                                                            |                     |          |          |
| Streckenlänge:                                                             | 43 km               |          |          |
| Spurweite:                                                                 | 1000 mm (Meterspur) |          |          |
|                                                                            |                     |          |          |
| \| \| 0,00 \| Métlaoui \| Métlaoui \| \| \| 43,00 \| Redeyef \| Redeyef \| |                     |          |          |
| Bahnhof                                                                    | 0,00                | Métlaoui | Métlaoui |
| Bahnhof                                                                    | 43,00               | Redeyef  | Redeyef  |

Der Lézard Rouge (französisch Rote Eidechse) ist ein Museumseisenbahn-Zug in Tunesien.

## Lage

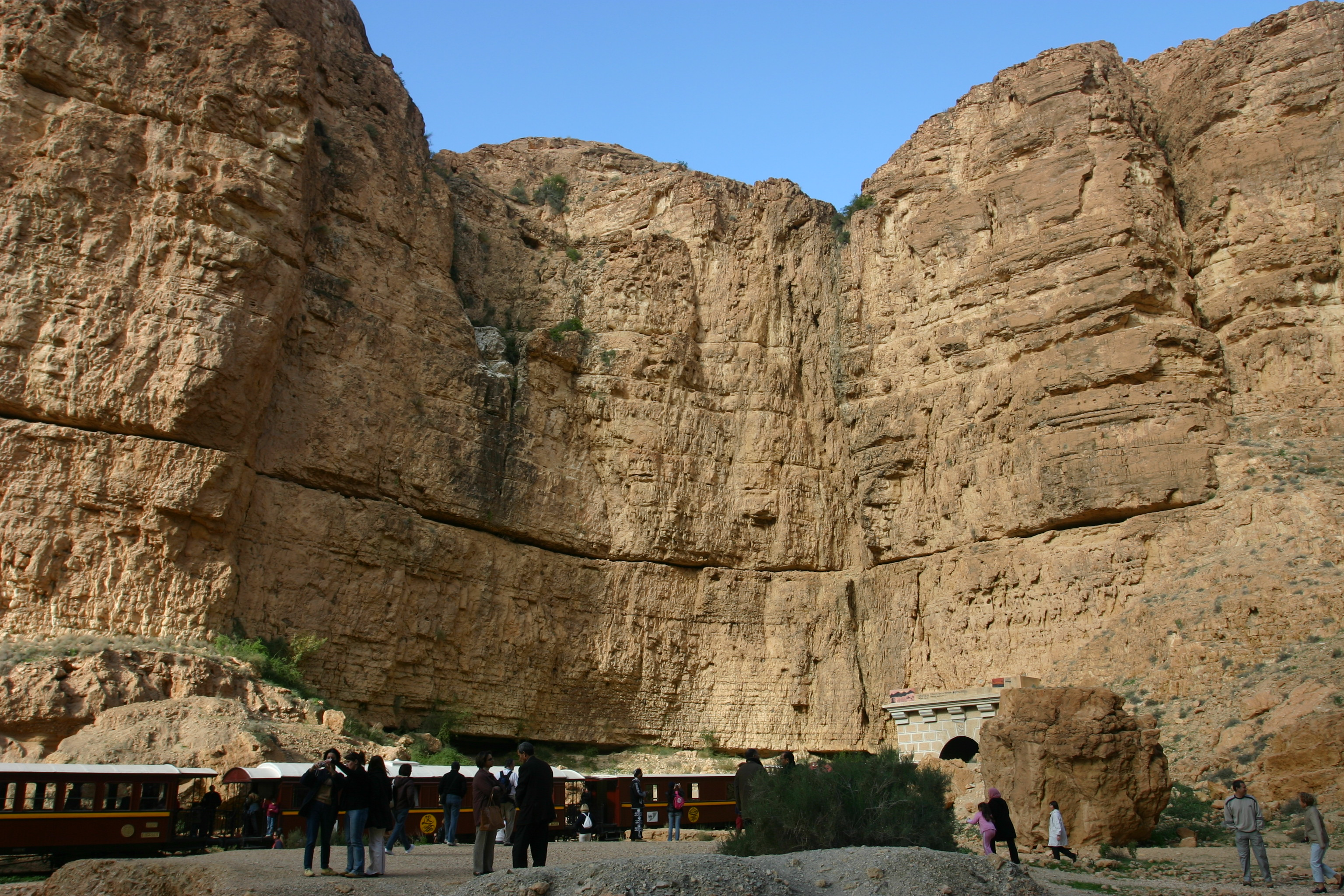
Der Lézard rouge bei einem Zwischenhalt

Die Schmalspurbahnstrecke mit 1000 mm Spurweite, auf der der Lézard Rouge fährt, wurde ursprünglich zum Abbau von Phosphaten errichtet. Der Zug verkehrt von Métlaoui nach Redeyef und passiert auf seiner 1¾-stündigen Reise die sehenswerte Selja-Schlucht.

## Geschichte

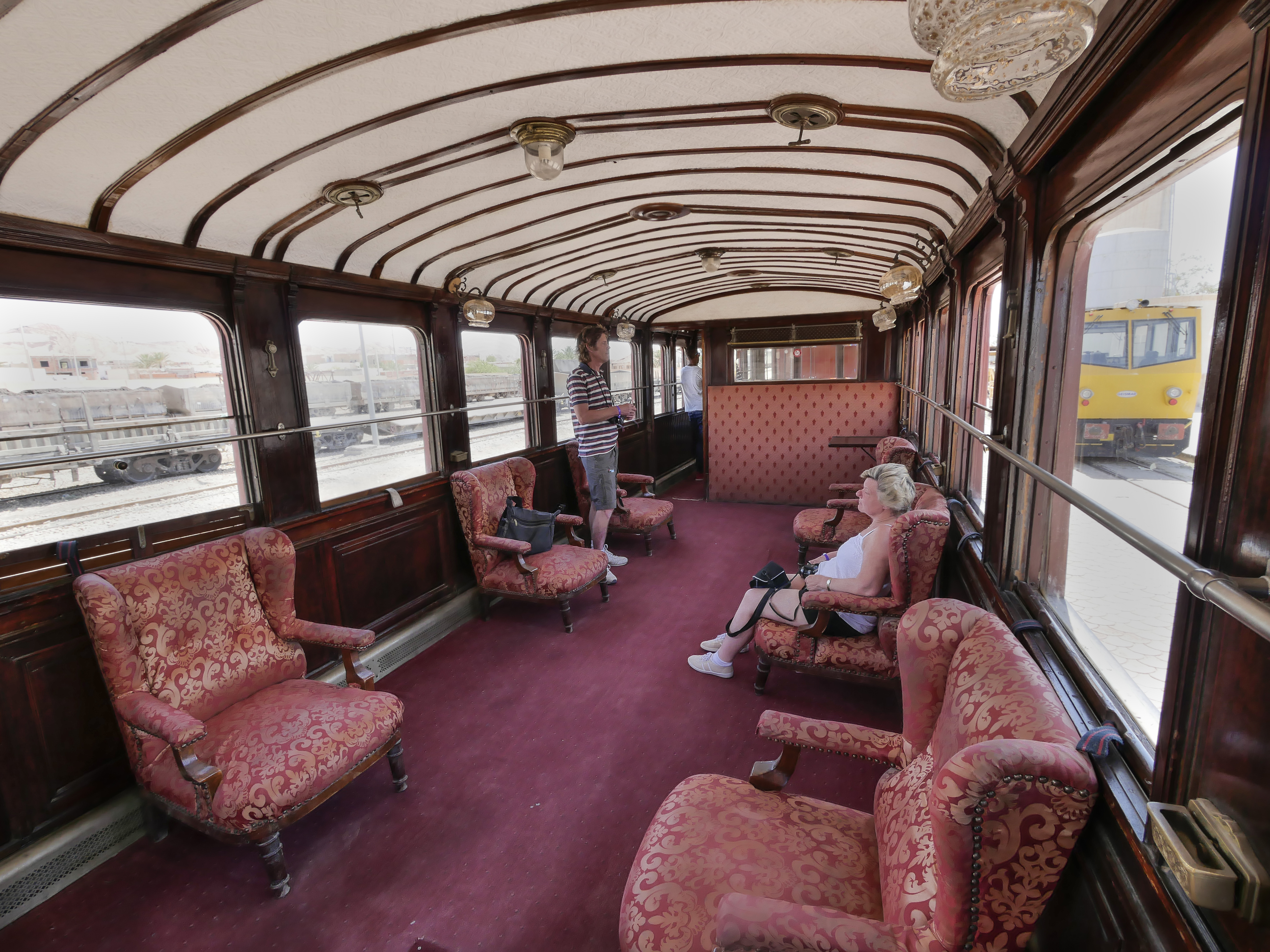
Salonwagen des Lézard Rouge

Der Zug war ursprünglich im Besitz der Compagnie des Chemins de Fer Bone-Guelma, dann der Beys von Tunis. Er wurde ab 1910 in den Werkstätten von Blanc-Misseron und Dyle et Bacalon in Bordeaux gebaut und schließlich an den Bey von Tunis verkauft. Unter dessen Regierung verkehrte er zwischen Bardo, Tunis, Hammam-Lif und La Marsa. Der Zug des Bey wurde von der Compagnie fermière des chemins de fer tunisiens in Sidi Fathallah 1922 an die tunesische Meterspur angepasst und umgebaut. Er bestand aus einem Wagen für den Bey, einem für die Angehörigen des Hofes, einem Speisewagen sowie zwei Begleitwagen für das Gepäck. 
Nach dem Umbau war der Wagen von enormem Luxus und Komfort gekennzeichnet. Vertäfelungen wurden angebracht, reichlich Samt verarbeitet, Marketerien und Intarsien sowie erlesene Bodenbeläge und Spiegel angebracht. Er diente nicht nur den drei Beys Ahmad II., Moncef Bey und Lamine Bey als Reisemittel, sondern auch ausländischen Gästen. Mit der Unabhängigkeit 1956 galten die Wagen als Symbol der Monarchie und des Kolonialismus und blieben viele Jahre in einer Remise abgestellt. 
1974 wurde er unter dem Namen Lézard rouge wieder in Dienst gestellt. Dies geschah auf der Grundlage eines Vertrages zwischen der Société nationale des chemins de fer tunisiens (SNCFT) und der Société Transtours, die den Zug für einige Jahre zwischen Tunis und Tozeur fahren ließ, mit einem Halt in El Jem, um den Reisenden den Besuch des dortigen Amphitheaters zu ermöglichen. 
Nach einer technischen Überholung wurde der Zug 1984 erneut eingesetzt, jedoch nur noch zwischen Métlaoui und Redeyef, einer Strecke, die zwischen 1906 und 1907 gebaut wurde und für die der Zug drei Stunden braucht. Seit 1985 durchquert er regelmäßig die Selja-Schlucht mit einer Geschwindigkeit von 25 km/h. Der nunmehr aus sechs Wagen bestehende Zug bietet 116 Sitzplätze.